# Tabacco da sigaretta

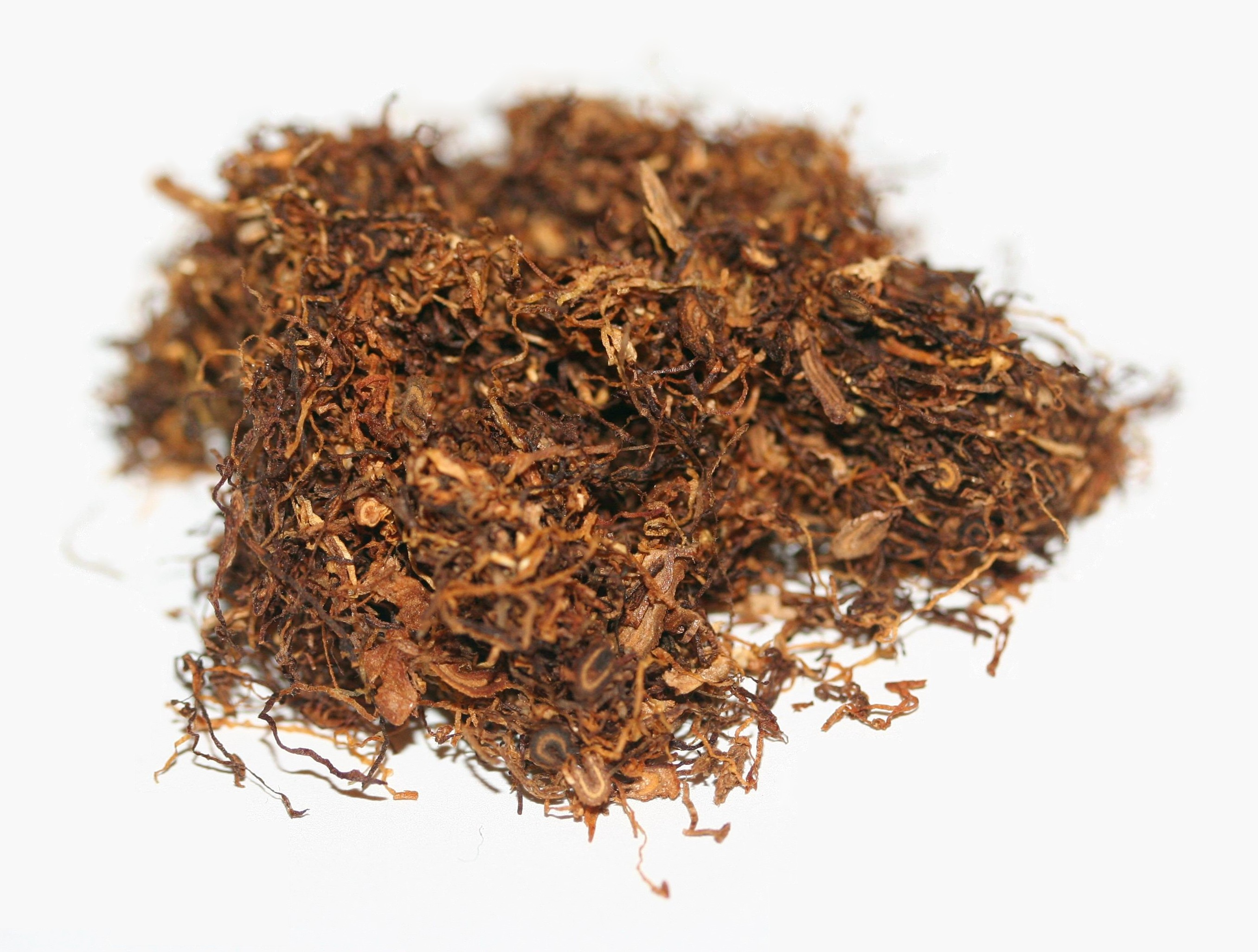
Tabacco da sigaretta

Il tabacco da sigaretta, noto in inglese e in altre lingue come "shag", è un tipo di tabacco semilavorato commercializzato per chi vuole confezionare sigarette per conto proprio. È un tabacco trinciato, ovvero le foglie sono tagliate in strisce sottili, con uno spessore di circa 0,5 - 0,3 mm. Lo spessore e il grado di umidità delle foglie possono variare rispetto ai diversi prodotti in commercio.
Il tabacco da sigaretta è l'ingrediente fondamentale per le sigarette fatte a mano, assieme alla cartina e, opzionalmente, il filtro. Un altro accessorio a volte usato è la macchinetta interpercolatrice.
Il tabacco da sigaretta è a volte preferito alle sigarette industriali per il suo costo inferiore: il prezzo di un pacchetto di tabacco da 30 grammi è in genere paragonabile al prezzo di un pacchetto di sigarette, ma permette di confezionare 50 o più sigarette fatte a mano, contro le 20 contenute nei pacchetti industriali.

## Diffusione
Un mercato in cui il tabacco da sigarette è particolarmente diffuso è quello neerlandese, con il 53% del mercato totale delle sigarette nel 1989, e il 42% nel 2010. I maggiori marchi di tabacco da sigarette, tra cui Drum, Samson e Van Nelle sono di origine neerlandese.

## Nella cultura di massa
Il detective immaginario Sherlock Holmes risolveva spesso i suoi casi fumando tabacco shag, come per esempio ne "Il mastino dei Baskerville".